# یواس‌اس پاول جی بیکر (دی‌ای-۷۵۵)
یواس‌اس پاول جی بیکر (دی‌ای-۷۵۵) (به انگلیسی: USS Paul G. Baker (DE-755)) یک کشتی بود که طول آن ۳۰۶ فوت (۹۳ متر) بود.